# Маниваки

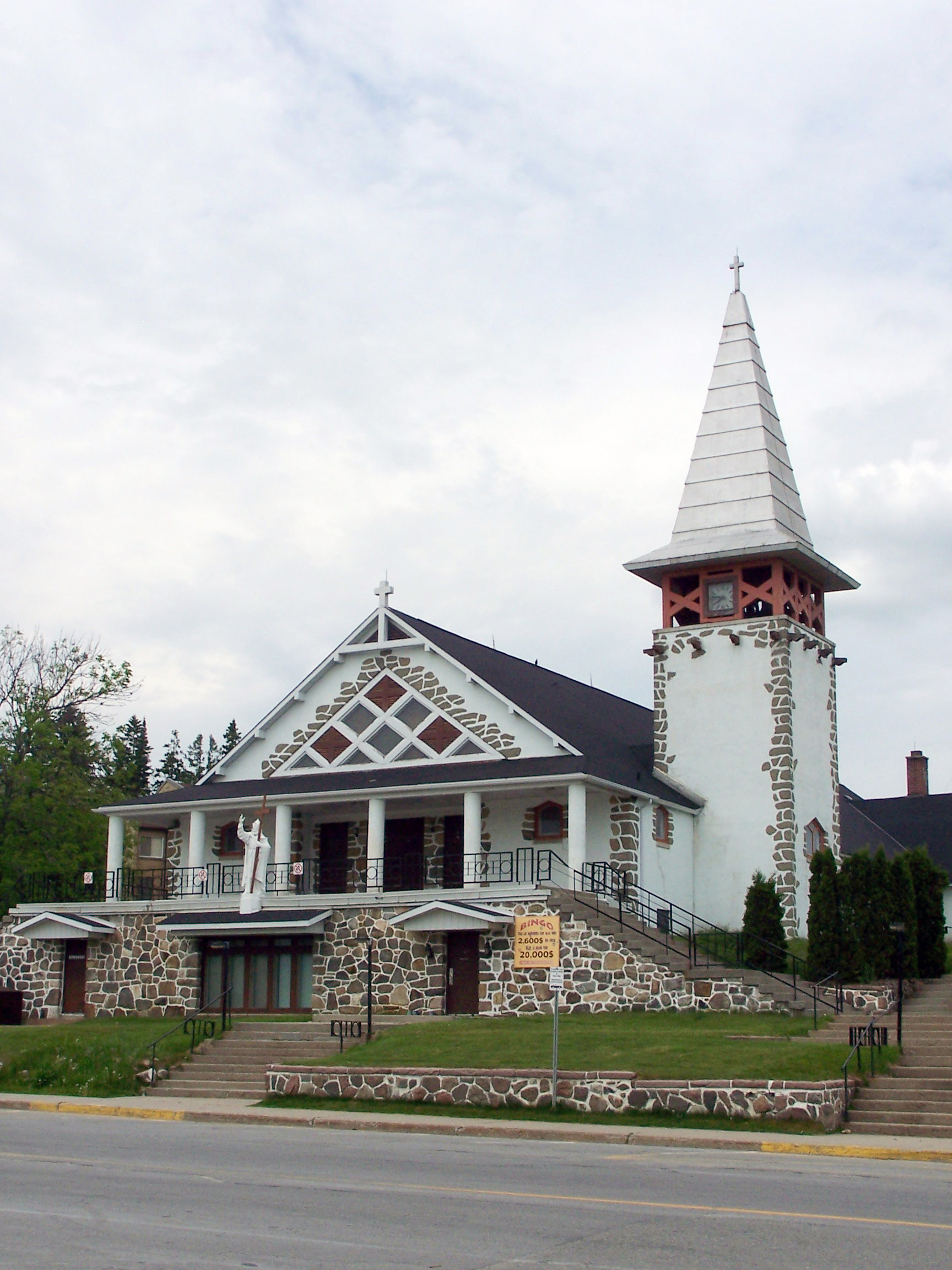
Церковь Царя Христа

Маниваки — город, расположенный к северу от Гатино и к северо-западу от Монреаля, в провинции Квебек, Канада. Город расположен на реке Гатино, на пересечении дорог 105 и 107, чуть южнее шоссе 117 (Трансканадское шоссе). Административный центр муниципалитета округа Ла-Валле-де-ла-Гатино.

## История
История Маниваки тесно связана с историей соседней алгонкинской резервации Китиган-Зиби (Kitigan Zibi), поскольку город был основан на земле, которая первоначально входила в состав резервации. Его муниципальные земли были предметом исторических земельных претензий со стороны резервации Китиган-Зиби; часть претензий была урегулирована совсем недавно, в 2007 году.
В первой половине XIX века алгонкины миссии на Озере Двух гор под предводительством вождя Пакинаватика пришли в район реки Дезерт. Вскоре после этого, в 1832 году, компания Компания Гудзонова залива последовала за ними и установила торговый пост на слиянии рек Дезерт и Гатино. Десять лет спустя миссионеры-облаты Непорочной Девы Марии учредили миссию Нотр-Дам-дю-Дезерт, а с 1849 года они потребовали от властей демаркации городка с целью создания резервации для алгонкинов. Границы городка были установлены в 1850 году, и поселение получило от облатов название Маниваки (на алгонкинском языке «Земля Марии»). Вскоре после этого в Маниваки стали селиться торговцы лесом, фермеры, ремесленники и дельцы, привлеченные лесными ресурсами. Ветка Канадской тихоокеанской дороги связала Маниваки с Уэйкфилдом в начале XX века, но была заброшена в 1986 году.
В 1851 году облаты основали приход Ляссонсьон-де-Маниваки. Добыча леса стала источником существования многих поселенцев в регионе. Ирландцы, французы и алгонкины, три традиционные культуры долины Гатино, способствовали развитию города и жили рядом друг с другом.
Маниваки был официально учреждён в 1851 году и стал муниципалитетом в 1904 году. Он получил статус «деревни» в 1930 году и статус города в 1957 году.
В конце Первой мировой войны регион, как и Квебек в целом, и большинство стран мира, пострадал от эпидемии испанского гриппа. Менее чем за две недели город пережил около 20 смертей в результате болезни. Испугавшись, люди отказались выходить на улицу, и впервые в истории города было отмечено воскресенье, когда в церкви не состоялась месса.
Ещё одним памятным событием стало наводнение 14 мая 1974 года. Вода в реках Гатино и Дезерт поднималась с угрожающей скоростью от 3 до 6 дюймов в час. Более 1000 домов в районе Маниваки были затоплены, и около 3000 человек пришлось эвакуировать. Хотя никто не пострадал, ущерб составил много миллионов долларов.
С 1974 года никаких других крупных бедствий не было отмечено. Городок продолжает процветать благодаря лесному хозяйству и туризму.

## Демография
Население:
- Население в 2016 году: 3778
- Население в 2011 году: 3930
- Население в 2006 году: 4102
  - Изменение численности населения с 2006 по 2011 год: −4,2 %
- Население в 2001 году: 4020 (R)
- Население в 1996 году: 4527 человек (включая дополнительную территорию перед передачей Китиган-Зиби)
- Население в 1991 году: 4605

Частные жилища (занятые обычными жителями): 1934
Языки:
- Английский как первый язык: 5,5 %
- Французский как первый язык: 90,7 %
- Английский и французский как первый язык: 0,7 %
- Другой первый язык: 3,1 %

## Известные люди
- Джино Оджик: игрок НХЛ в командах «Ванкувер Кэнакс», «Нью-Йорк Айлендерс», «Филадельфия Флайерз» и «Монреаль Канадиенс».
- Анни Галипо: актриса, которая снялась в фильме 1999 года о Серой Сове вместе с Пирсом Броснаном .

## Исчезновение Мэйси Оджик и Шеннон Александр
6 сентября 2008 года город Маниваки оказался в центре внимания канадской прессы в связи с исчезновением подруг Мэйси Оджик и Шеннон Александер, 16 и 17 лет, из резервации Китиган-Зиби. До настоящего времени об их судьбе ничего не известно.